# Auriculae
Auriculae (l.poj. auricula) – u pajęczaków z rzędu kleszczy to para wyrostków na brzusznej powierzchni części nasadowej gnatosomy (basis capituli). Występują u rodzaju Ixodes.
Auriculae położone są za panewkami nasadowych członów nogogłaszczków i skierowane bocznie. Mogą być dobrze lub słabo widoczne. Słabo rozwinięte auriculae ma np. samiec Ixodes redikorzewi, a dobrze rozwinięte samiec Ixodes ricinus. U samicy Ixodes frontalis mają kształt dłutowaty.